# Milda Mons
Il Milda Mons è una struttura geologica della superficie di Venere. Il nome deriva da Milda, la dea dell'amore nella mitologia lituana.